# Oligotoma glauerti
Oligotoma glauerti is een insectensoort uit de familie Oligotomidae, die tot de orde webspinners (Embioptera) behoort. De soort komt voor in Australië.
Oligotoma glauerti is voor het eerst wetenschappelijk beschreven door Tillyard in 1923.